# Oxalis ambigua
Oxalis ambigua är en harsyreväxtart som beskrevs av Nikolaus Joseph von Jacquin. Oxalis ambigua ingår i släktet oxalisar, och familjen harsyreväxter. Inga underarter finns listade i Catalogue of Life.